# Under the Bed (2016)
Under the Bed (em chinês:  床下有人3) é um filme chinês dos gêneros terror e suspense, dirigido por Shang Yongfeng em 2016.